# جائزة المرأة للخيال
جائزة المرأة للخيال (كانت لها في السابق أسماء الجهات الراعية: جائزة أورانج للخيال (1996-2006 و 2009–2008)، وجائزة أورانج برودباند للخيال (2007-2008)، وجائزة بايلز للسيدات للخيال (2014-2017)) وهي تعتبر من جوائز المملكة المتحدة الأدبية المرموقة.   تُمنح سنويًا لمؤلفة من أي جنسية عن أفضل رواية كاملة باللغة الإنجليزية تنشر في المملكة المتحدة في العام السابق.

## تاريخ
تأسست الجائزة لتكريم الإنجاز الأدبي للكاتبات.  كانت جائزة بوكر لعام 1991 هي مصدر إلهام جائزة بايليز، عندما لم يتم اختيارأي كتاب كتب من قبل أمرأة ليكون من الكتب الستة المدرجة في القائمة المختصرة، على الرغم من أن حوالي 60 ٪ من الروايات المنشورة في ذلك العام كانت من قبل مؤلفات. لذلك، اجتمعت مجموعة من النساء والرجال العاملين في المجال الأدبي - مؤلفين وناشرين ووكلاء وبائعي المكتبات وأمناء المكتبات والصحفيون - لمناقشة القضية. أظهرت الأبحاث أن الإنجازات الأدبية للمرأة في كثير من الأحيان لم تكن معترف بها من قبل الجوائز الأدبية الكبرى.
يحصل الفائز بالجائزة على 30000 جنيه إسترليني، إلى جانب تمثال برونزي يدعى بيسي (بالإنجليزية Bessie) صممته الفنانة غريزل نيفن، شقيقة الممثل والكاتب ديفيد نيفن.  عادةً، يتم الإعلان عن قائمة طويلة من المرشحين في شهر مارس من كل عام، تليها قائمة مختصرة في يونيو؛ في غضون أيام يتم الإعلان عن الفائز. يتم اختيار الفائز من قبل مجلس «خمس نساء رائدات» في كل عام.
أنشأت الجائزة العديد من المسابقات والجوائز للفئة الفرعية: مسابقة هاربر بازار للقصة القصيرة للنطاق العريض، وجائزة أورانج للكتاب الجدد، وجائزة مجموعة بينجوين / أورانج للقراء، ومجموعة كتاب القراءة للعام.
دعما لجائزة عام 2004، نشرت جائزة أورانج للخيال قائمة من 50 «القراءات الأساسية» المعاصرة. تم اختيار الكتب من قبل عينة مكونة من 500 شخص يحضرون مهرجان الجارديان هاي ويمثلون الجمهور في اختيار الكتب التي «يجب اقتناءها» لكتاب بريطانيين أحياء. تسمى القائمة جائزة أورانج للخيال «50 قراءة أساسية للمؤلفين المعاصرين».
كانت الجائزة في الأصل برعاية شركة الاتصالات أورانج. في مايو 2012، تم الإعلان عن أن أورانج ستنهي رعايتها للجائزة. لم يكن هناك شركة راعية لعام 2013 ؛ وكانت الرعاية من قبل «محسنين»، بقيادة شيري بلير والكتاب جوانا ترولب وإليزابيث بوشان.
ابتداءً من عام 2014، كانت الجائزة تحت رعاية علامة الخمور بايليز، المملوكة لشركة المشروبات دياجو.  في يناير عام 2017، أعلنت شركة دياجو أنها «قررت للأسف إفساح المجال لرعاية جديدة»؛ كانت جائزة عام 2017، آخر ما تدعمه الشركة. 
في يونيو 2017، أعلنت الجائزة أنها ستغير اسمها إلى «جائزة المرأة للخيال» اعتبارًا من عام 2018، وستدعمها عائلة من الرعاة.

## فائزون وكتاب مختارون
حازت تاياري جونز على أحدث جائزة نسائية لعام 2019 عن الخيال هي كتابها «الزواج الأمريكي» .
حازت مادلين ميلر على الجائزة عام 2012 عن كتابها أغنية أخيل .

## #هذا الكتاب
في أيار (مايو) 2014، أطلقت جائزة بايلز للنساء الخيالية حملة #هذا_الكتاب (بالإنجليزية : #ThisBook) لمعرفة الكتب التي كتبتها النساء، والتي كان لها أكبر تأثير على القراء. تم اختيار 19 «امرأة ملهمة» لإطلاق الحملة، ثم قام آلاف الأشخاص من الجمهور بتقديم أفكارهم عبر تويتر. تم إعلان الفائزين العشرين في 29 يوليو 2014.  لاحظ المنظمون أنه تم نشر أكثر من نصف الكتب الفائزة قبل عام 1960.
1. أن تقتل طائراً محاكياً ، هاربر لي
2. حكاية الأمة ، مارغريت أتوود
3. جين آير ، شارلوت برونتي
4. هاري بوتر ، جي كي رولينغ
5. مرتفعات ويذرنج ، إميلي برونتي
6. كبرياء وتحامل ، جين اوستن
7. ريبيكا ، دافني دو مورييه
8. نساء صغيرات ، لويزا ماي ألكوت
9. التاريخ السري ، دونا تارت
10. آسر القلعة ، دودي سميث
11. الناقوس الزجاجي ، سيلفيا بلاث
12. محبوبة ، توني موريسون
13. ذهب مع الريح ، مارغريت ميتشل
14. نحتاج للتحدث عن كيفين ، ليونيل شرايفر
15. أمرأة المسافر عبر الزمان ، أودري نيفينجر
16. مدل مارش ، جورج إليوت
17. أنا أعرف لماذا يغني الطائر الحبيس ، مايا أنجيلو
18. المفكرة الذهبية ، دوريس ليسينغ
19. اللون أرجواني ، أليس ووكر
20. غرفة المرأة ، مارلين فرينش

## انتقادات
أثارت حقيقة أن الجائزة تستثني الكتَّاب الذكور بعد التعليقات والانتقادات.  بعد تأسيس الجائزة، أطلق عليها أوبرون ووه لقب «جائزة الليمون»، في حين قالت جيرمان غرير إنه سيكون هناك قريباً جائزة «للكتاب ذوي الشعر الأحمر».  وقالت أنتونيا سوزان بيات، الحائزة على جائزة بوكر الأدبية لعام 1990، إنها كانت «جائزة متحيزة جنسياً»، مدعية أن «مثل هذه الجوائز ليست ضرورية». ورفضت إدراج عملها في هذه الجائزة. في عام 2007، وصف رئيس التحرير السابق لصحيفة التايمز سيمون جنكينز الجائزة بأنها «متحيزة جنسياً».  وفي العام 2008، قال الكاتب تيم لوت، «جائزة أورانج هي متحيزة جنسياً وتمييزية، ويجب تجنبها».  

من ناحية أخرى، في عام 2011، كتبت الصحفية في لندن جان هانا إدلشتاين عن وجة نظرها «للأسباب الخاطئة» لدعم للجائزة:
«لسوء الحظ، فإن الأدلة تشير إلى أن تجارب الكتاب من الذكور والإناث بعد أن وضعوا أقلامهم غالبًا ما تكون مختلفة بشكل واضح. لهذا السبب غيرت رأيي في جائزة أورانج. ما زلت أتفق مع بيات على أن فكرة تخصيص جائوة للنساء هي فكرة زائفة، لكنني لا أعتقد أن هذا هو ما تكرمه الجائزة.» 
في عام 2012، قالت سينثيا أوزيك، التي كتبت في صحيفة نيويورك تايمز ، إن الجائزة «لم تولد في جمهورية بريئة» عندما يتعلق الأمر بتاريخ طويل من تمييز المرأة. واختتمت كلامها بالقول: «بالنسبة للقراء والكتاب، باختصار، كلما زادت الجوائز كلما كان أفضل، ومع ذلك فهي منظمة، ولتذهب الفلسفة إلى الجحيم».
في عام 1999، زعمت لولا يونغ، رئيسة لجنة الحكام، أن الأدب البريطاني النسائي يندرج تحت فئتين، إما «معزول وضيق» أو «منزلي بطريقة عبثية». عانت ليندا جرانت من اتهامات بالسرقة الأدبية بعد تكريمها في عام 2000 م.  في عام 2001، انتقدت لجنة من النقاد الذكور بشدة القائمة المختصرة لأورانج وأنتجت قائمة خاصة بها. في عام 2007، قال المذيع موريل غراي، رئيس اللجنة، إنه كان على الحكام تجاوز «الكثير من التدخلات» للوصول إلى القائمة المختصرة، لكنه امتدح الفائز بالجائزة «نصف شمس صفراء» للكاتبة النيجيرية تشيماماندا نغوزي أديشي، قائلاً: «هذا كتاب مؤثر ومهم لمؤلفة مثيرة بشكل لا يصدق.» == مراجع ==
1. 1 2  "Women's Prize for Fiction Announces New Sponsorship Model for 2018". 1 يونيو 2017. مؤرشف من الأصل في 2019-11-20. اطلع عليه بتاريخ 2017-06-01.
2. ↑  Kean، Danuta (30 يناير 2017). "Baileys drops women's prize for fiction sponsorship". The Guardian. مؤرشف من الأصل في 2019-10-13. اطلع عليه بتاريخ 2017-01-30.
3. 1 2  McCrum, Robert  [لغات أخرى]‏ (13 أكتوبر 2012). "How prize that used to be Orange was saved – and rebranded". الغارديان. مؤرشف من الأصل في 2019-06-13. اطلع عليه بتاريخ 2012-10-18.{{استشهاد ويب}}:  صيانة الاستشهاد: أسماء عددية: قائمة المؤلفين (link) صيانة الاستشهاد: أسماء متعددة: قائمة المؤلفين (link) صيانة الاستشهاد: علامات ترقيم زائدة (link)
4. ↑  Pryor، Fiona (28 ديسمبر 2007). "Life after Orange Prize success". BBC News. مؤرشف من الأصل في 2007-12-31. اطلع عليه بتاريخ 2009-06-07.
5. ↑  Reynolds، Nigel (12 أبريل 2008). "Small Island voted best Orange prize winner of past decade". Daily Telegraph. London. مؤرشف من الأصل في 2019-05-25. اطلع عليه بتاريخ 2009-06-07.
6. ↑  Forna، Aminatta (11 يونيو 2005). "Stranger than fiction". The Guardian. London. مؤرشف من الأصل في 2019-05-25. اطلع عليه بتاريخ 2009-06-07.
7. ↑  "Rules for entry". Orange prize for Fiction. مؤرشف من الأصل في 2012-06-14. اطلع عليه بتاريخ 2012-06-01.
8. ↑  "Orange Prize FAQs". Orange prize for Fiction. اطلع عليه بتاريخ 01 يونيو 2012.
9. ↑  Merritt، Stephanie (28 October 2007). "The model of a modern writer". The Guardian. London. اطلع عليه بتاريخ 10 يونيو 2009
10. ↑  "About the Prize". Orange prize for Fiction. اطلع عليه بتاريخ 01 يونيو 2012.
11. ↑  "How the Prize is judged". Orange prize for Fiction. اطلع عليه بتاريخ 01 يونيو 2012.
12. ↑  O'Donnell, Patrick (ed.), The Encyclopedia of Twentieth-Century Fiction, see "Awards and Prizes" by Richard Todd, pp. 19–22. نسخة محفوظة 18 أبريل 2018 على موقع واي باك مشين.
13. ↑  Maunder, Andrew (ed.), The Facts On File Companion to the British Short Story, see "Awards and Prizes" by Vana Avegerinou, pp. 22–24. نسخة محفوظة 13 يناير 2020 على موقع واي باك مشين.
14. ↑  "Harry's 'must-read' snub", London Evening Standard, 7 June 2004. نسخة محفوظة 30 أبريل 2020 على موقع واي باك مشين.
15. ↑  Page, Benedicte (22 مايو 2012). "Orange to cease sponsorship of Fiction Prize". The Bookseller. مؤرشف من الأصل في 2014-03-18. اطلع عليه بتاريخ 2012-05-23.
16. ↑  Flood، Alison (3 يونيو 2013). "Baileys all round at Women's Prize for fiction". The Guardian. مؤرشف من الأصل في 2019-05-17. اطلع عليه بتاريخ 2013-06-04.
17. ↑  "Women's Prize for Fiction: Baileys withdraws sponsorship". بي بي سي نيوز. 30 يناير 2017. مؤرشف من الأصل في 2019-04-04. اطلع عليه بتاريخ 2017-01-30.
18. ↑  Bausells, Marta (29 يوليو 2014). "Which books by women have had the biggest impact on you?". The Guardian. مؤرشف من الأصل في 2018-12-15. اطلع عليه بتاريخ 2014-07-29.
19. ↑  "To Kill a Mockingbird by Harper Lee takes top spot in #ThisBook campaign". Women's Prize for Fiction. 29 يوليو 2014. مؤرشف من الأصل في 2016-04-04. اطلع عليه بتاريخ 2014-07-29.
20. ↑  Pressley، James (21 أبريل 2009). "Robinson, Feldman Make Final Round in Orange Prize for Fiction". Bloomberg. مؤرشف من الأصل في 2008-10-19. اطلع عليه بتاريخ 2009-06-07.
21. ↑  Bedell، Geradline (6 مارس 2005). "Textual politics". The Guardian. London. مؤرشف من الأصل في 2019-10-20. اطلع عليه بتاريخ 2009-06-07.
22. ↑  Alberge، Dalya (18 مارس 2008). "A. S. Byatt denounces 'sexist' Orange prize". The Times. London. مؤرشف من الأصل في 2011-06-17. اطلع عليه بتاريخ 2009-06-07.
23. ↑  Reynolds، Nigel (18 أبريل 2007). "Booker prize author joins Orange shortlist". ديلي تلغراف. London. مؤرشف من الأصل في 2019-05-25. اطلع عليه بتاريخ 2009-06-07.
24. ↑  Guest، Katy (6 يونيو 2008). "The Big Question: Has the time come to close the book on women-only literary prizes?". ذي إندبندنت. London. مؤرشف من الأصل في 2015-09-24. اطلع عليه بتاريخ 2009-06-07.
25. ↑  Oakes، Keily (3 يونيو 2003). "The fiction of women's writing". BBC News. مؤرشف من الأصل في 2020-01-25. اطلع عليه بتاريخ 2009-06-07.
26. ↑  Edelstein, Jean Hannah (16 مارس 2011). "I'm an Orange prize convert – for all the wrong reasons". Books Blog. (الجارديان دوت كوم). مؤرشف من الأصل في 2019-10-12. اطلع عليه بتاريخ 2014-04-12.
27. ↑  "Prize or Prejudice". The New York Times. 6 يونيو 2012. مؤرشف من الأصل في 2019-10-12. اطلع عليه بتاريخ 2012-06-08.
28. ↑  Gibbons، Fiachra (10 مايو 1999). "'Piddling' British fiction loses out to Americans". The Guardian. London. مؤرشف من الأصل في 2019-04-02. اطلع عليه بتاريخ 2009-06-07.
29. ↑  Kennedy، Maev (8 يونيو 2000). "Orange prize winner rejects claims of plagiarism". The Guardian. London. مؤرشف من الأصل في 2018-07-10. اطلع عليه بتاريخ 2009-06-07.
30. ↑  Gibbons، Flachra (19 مايو 2001). "Sexes clash on Orange prize". The Guardian. London. مؤرشف من الأصل في 2019-11-01. اطلع عليه بتاريخ 2009-06-07.
31. ↑  Majendie، Paul (6 يونيو 2007). "Nigerian author wins top women's fiction prize". Reuters. مؤرشف من الأصل في 2009-08-21. اطلع عليه بتاريخ 2009-06-07.